# Simón Radowitzky

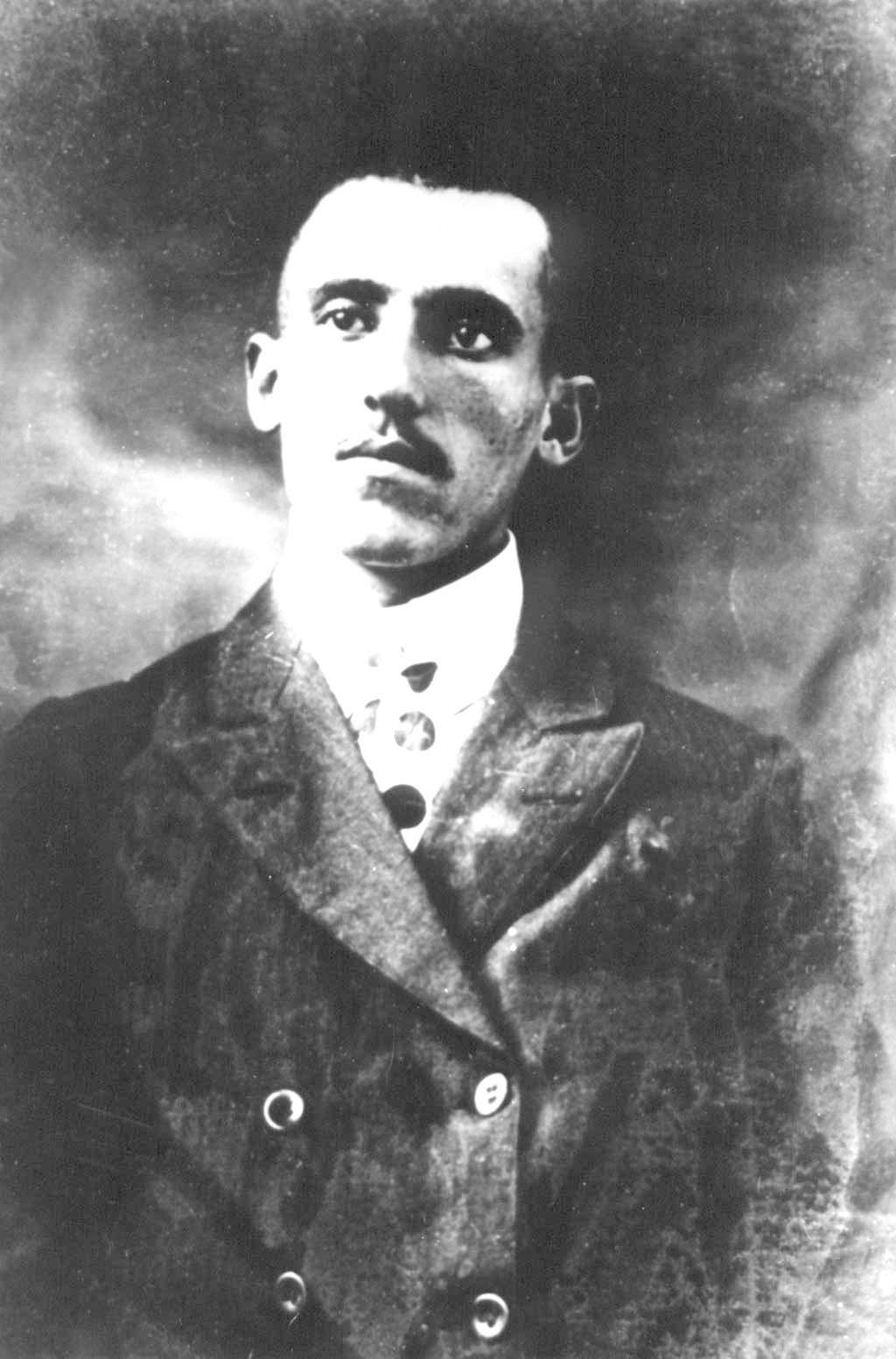
Simón Radowitzky

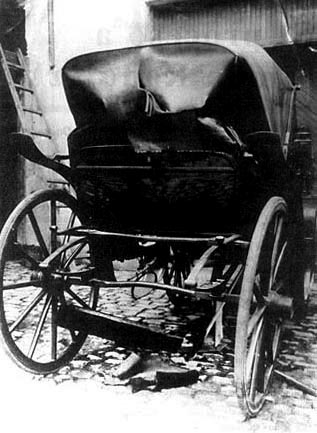
Die Kutsche von Ramón Falcon nach dem Anschlag

Simón Radowitzky (* 10. September oder 10. November 1891 in Stepan, Gouvernement Wolhynien; † 29. Februar 1956 in Mexiko-Stadt, Mexiko) war ein ukrainisch-argentinischer Anarchist und Gewerkschafter.

## Leben

### Jugend
Simón Radowitzky wurde 1891 als Sohn einer jüdischen Arbeiterfamilie aus Polen in der Ukraine geboren und wuchs in Jekaterinoslaw auf. Im Alter von zehn Jahren verließ er die Schule, um eine Lehre als Schmied aufzunehmen. Dort wurde er durch die Tochter des Schmiedmeisters in die Ideen des Anarchismus eingeführt. Vier Jahre später wechselte er in ein Eisenwerk und nahm an einem Streik gegen längere Arbeitszeiten teil, wo er von einem Kosaken mit dem Säbel an der Brust verletzt wurde. Nach sechsmonatiger Kur wurde Radowitzky für das Verteilen von Flugblättern für Arbeiter zu vier Monaten Gefängnis verurteilt.
Während der Russischen Revolution von 1905 war Radowitzky Vize-Sekretär im Sowjet seiner Fabrik und dadurch drohte ihm nach dem Ende der Revolution das Exil in Sibirien. Er wanderte aus und ließ sich schließlich 1908 in Argentinien nieder. In Campana fand Radowitzky eine Anstellung als Mechaniker bei der argentinischen Bahn. Er unterhielt enge Beziehungen mit den wachsenden lokalen anarchistischen Gruppierungen und kam durch die anarchosyndikalistische Federación Obrera Regional Argentina (FORA) in Kontakt mit einer Gruppe russischer Intellektueller und Anarchosyndikalisten. Nach kurzer Zeit zog Simón Radowitzky von Campana nach Buenos Aires.

### Attentat und Festnahme

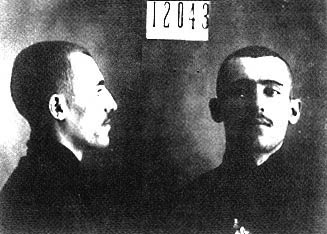
Simón Radowitzky auf einem Polizeiphoto

Am Ersten Mai 1909 nahm Simón Radowitzky an zwei großen gewerkschaftlichen Demonstrationen teil. Am Plaza del Congreso hielten die Mitglieder der FORA getrennt von der Unión General de Trabajadores eine Demonstration im Gedenken an die Märtyrer von Chicago ab. Daraufhin schritt die Polizei unter Befehl von Ramón Lorenzo Falcón ein und griff die versammelten Arbeiter mit Infanterie- und Kavallerietruppen an. Die Truppen gingen mit äußerster Härte vor und bei den darauffolgenden einstündigen Kämpfen starben acht Arbeiter und 40 weitere wurden verletzt. Ramón Falcón ließ daraufhin alle Arbeiterlokale schließen und nahm 16 Gewerkschaftsführer fest. Dies war der Auftakt zur sogenannten Semana Roja (dt.: Rote Woche), in der die FORA gemeinsam mit der UGT und der Sozialistischen Partei erfolgreich zum Generalstreik aufrief. Beim Begräbnis der Opfer am 4. Mai versammelten sich 80.000 Arbeiter, die aber von der Polizei bei ihrem Trauerzug aufgehalten wurden. Die Behörden, die am Anfang eine russisch-jüdische Verschwörung für die Vorgänge verantwortlich gemacht hatten, lenkten nach einer Woche ein und erfüllten die Forderungen der Arbeiter.
Nach einem tödlichen Bombenattentat auf Ramón Lorenzo Falcón, den Polizeichef von Buenos Aires, wurde Simón Radowitzky zu lebenslanger Haft verurteilt. Mit Hilfe von argentinischen und chilenischen Anarchisten gelang ihm die Flucht aus Ushuaia.

### Spanischer Bürgerkrieg und Mexiko
Nach dem Ausbruch des Spanischen Bürgerkriegs entschied Radowitzky sich  den Internationalen Brigaden anzuschließen und ging nach Spanien. An der Aragonien-Front kämpfte er gemeinsam mit der 28. Division von Gregorio Jover Cortés, in der hauptsächlich Anarchisten kämpften. Nach der Machtübernahme von Francisco Franco und dem Ende des Bürgerkriegs flüchtete Radowitzky über die Pyrenäen nach Frankreich und wurde dort im Konzentrationslager Saint-Cyprien interniert. Radowitzky verließ Frankreich in Richtung Mexiko, wo er in einer Spielzeugfabrik angestellt war und anarchistische Zeitschriften herausgab. Radowitzky starb 1956 in Mexiko-Stadt an einem Herzinfarkt.